# Johanniterkommende Wiesenfeld

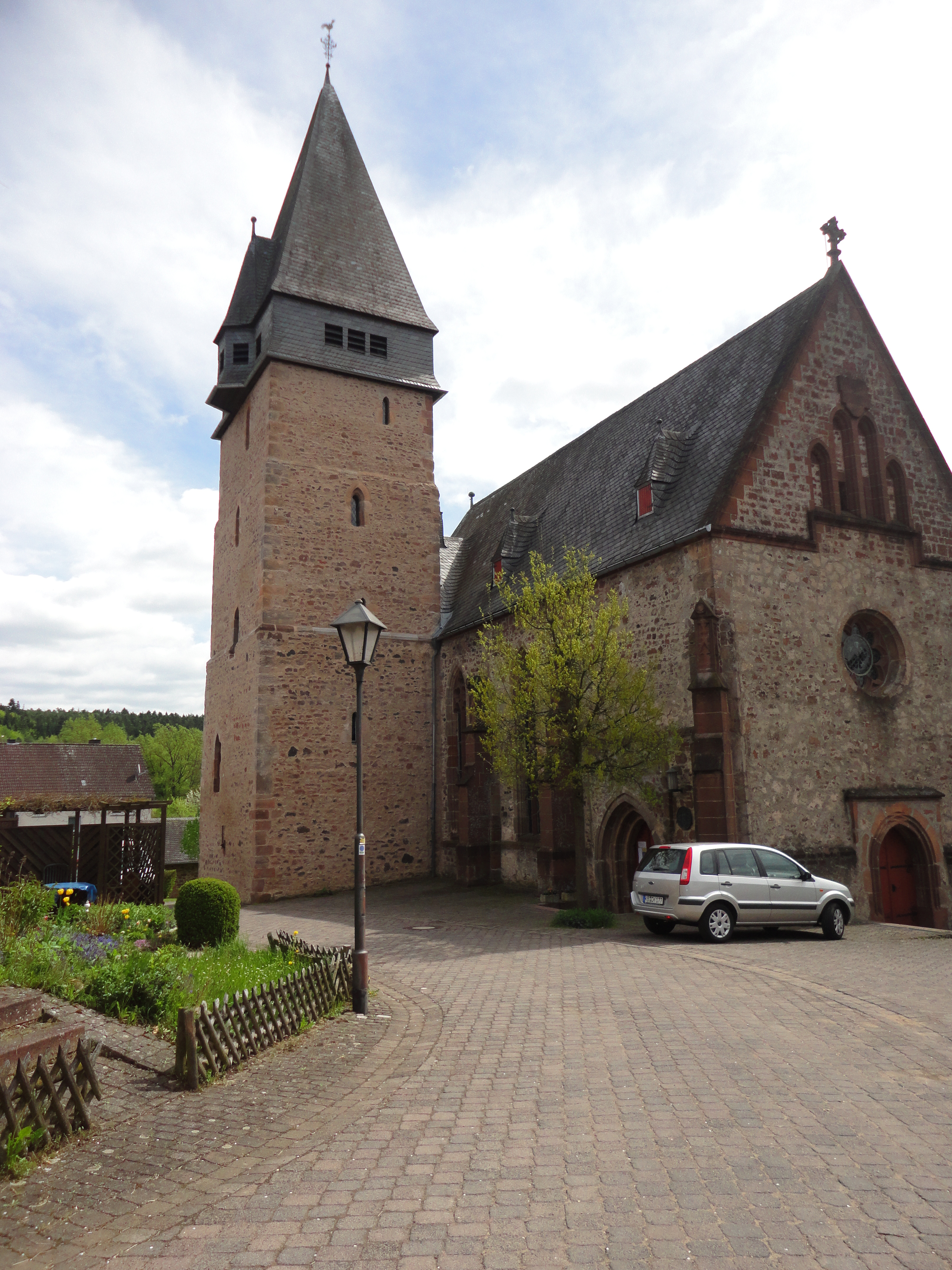
Evangelische Kirche Wiesenfeld (ehm. Johanniterkommende), Westansicht

Die ehemalige Johanniterkommende Wiesenfeld lag in der heutigen Ortschaft Wiesenfeld im Landkreis Waldeck-Frankenberg. Die Kommende lag an einer ehemaligen Fernstraße, die von Frankfurt am Main nach Bremen führte. Heute verläuft die Hugenottenstraße, eine Wanderroute, durch den Ort der ehemaligen Kommende. Die Johanniterkommende war die erste Niederlassung der Johanniter in diesem Raum. Ihre erste urkundliche Erwähnung datiert auf das Jahr 1238. Mit der Reformation wurde die Kommende aufgelöst. Im weiteren Verlauf wurde sie als Pfand weitergegeben und dabei stark heruntergewirtschaftet. Auch diente sie als Kellerei für die Landgrafen. 1721 kamen mit der dritten Einwanderungswelle Hugenotten- und Waldenserfamilien in die Ortschaft Wiesenfeld. Sie ließen sich dort nieder und gründeten nach der Übernahme der Meierei zwischen Wiesenfeld und Todenhausen dort den heutigen Ort Wiesenfeld.

## Geschichte

### Anfangszeit
Werner I. von Wittgenstein gründete die Johanniterkommende Wiesenfeld nach seiner Rückkehr vom dritten Kreuzzug (1197–1199). Es war die einzige Niederlassung des Johanniterordens aus Jerusalem im Gebiet des späteren Kurhessens. Weitere Kommenden befanden sich unter anderem in Nidda bei der Reichsstadt Frankfurt am Main, Ober-Mossau, Mosbach und Niederweisel.
Die erste urkundliche Erwähnung stammt aus dem Jahr 1238. Zu diesem Zeitpunkt stiftete entweder Werner I. oder sein Sohn Werner II., der sich 1228 dem Ordensdienst in Wiesenfeld zuwandte, die Komturei. Die Komturei unterstand der geistlichen Obrigkeit der Diözese Mainz und der weltlichen Kontrolle des Landgrafen von Hessen. Die Johanniter errichteten die Kommende in einer verkehrsgünstigen Lage. Der Ort lag an der Fernstraße zwischen Frankfurt und Bremen, die über Frankenberg ging. Damit besaß die Komturei einen Anschluss an den Fernhandel. Lediglich sechs bis acht Ordensbrüder lebten und wirkten jeweils in der Johanniterkommende. Sie fristeten ein recht armes und karges Leben, da sie sich vor allem durch Almosen finanzierten.
Im 14. Jahrhundert betreuten die Johanniter mehrere Ordenshäuser: 1303 erhielt die Johanniterkommende die Vogtei zu Vöhl und 1379 die Pfarrkirche in Oberorke, nur um zwei zu nennen. Es ist aber nicht sicher, ob diese gestiftet oder geschenkt worden sind oder ob diese Patronatsrechte wirklich existiert haben. Angeblich erneuerte Graf Widdekind im Jahre 1300 die Johanniterkommende, was fälschlicherweise früher als Gründungsjahr angenommen wurde.
Eine wesentliche Bereicherung der Komturei war die Anpassung an die Grafschaft Battenberg, denn 1392 erhielten die Ordensbrüder von Landgraf Herrmann II. die Pfarrei Frankenberg. Dies war die bedeutendste Schenkung für den Johanniterorden in Wiesenfeld. Die Ordensbrüder sollten im Pfarrhaus in Frankenberg wohnen, während zwei bis drei Brüder in Wiesenfeld verweilen und die Messe halten sollten. Diese Vereinigung fand aus Angst des Landgrafen statt, der befürchtete, dass die Johanniterkommende zu viel an Macht gewinne, wenn sie weitere Schenkungen erhielte. Damit unterstanden die Klöster in der Grafschaft der geistlichen Führung Wiesenfelds, weil dieses dafür einen Klosterplan aufzustellen hatte. Kam es jedoch zu Streitigkeiten zwischen den einzelnen Klöstern, unterstand die Schlichtung dieser nicht der geistigen Gerichtsbarkeit der Kommende Wiesenfeld; stattdessen richtete der Landgraf über Streitigkeiten.

### Kirche
Die frühgotische Kirche, die heute noch im Dorf zu sehen ist, wurde im Zeitraum von 1260 bis 1270 errichtet, was eine kunsthistorische Analyse ergeben hat. Sie wurde aus Sandstein errichtet. Es handelt sich hierbei um eine Saalkirche, da es nur einen einschiffigen Chor gibt. Außerdem gibt es einen fünfstöckigen Turm. Anfangs hatte der Turm nicht die typische Dachform der Gegend, sondern er war flach. Um 1900 bekam der Kirchturm ein Spitzdach.
Die Kirche war bereits in Dienst, als die Elisabethkirche in Marburg noch nicht gebaut wurde. Nur die Ordensbrüder durften sich in dem einschiffigen Chor aufhalten. Die Laienbrüder und -schwestern dagegen mussten sich im Eingangsbereich aufhalten und durften dort dem Gottesdienst beiwohnen.

### Ablasshandel
Bis ins 14. Jahrhundert fristeten die Brüder der Johanniterkommende weiter ein bescheidenes Dasein und waren auf Almosen aus Mainz angewiesen. Jedoch war es den Rittern verboten Handel zu treiben. 1399 gliederte man die Pfarrei Christenberg ein. Somit erhielt die Kommende auch das Recht der Heiligenverehrung. Damit erteilte die Diözese Mainz der Kommende die Erlaubnis Ende des 14. Jahrhunderts, Ablässe zu verleihen und es entwickelte sich durch den Ablasshandel ein geschäftiges Leben, weil dieser neben den Pilgern nun indirekt auch Krämer und Händler nach Wiesenfeld zog. Dies verbesserte die finanzielle Lage der Johanniterkommende so enorm, dass sie nicht mehr von Almosen aus Mainz abhängig war.

### Auflösung der Kommende
Um 1500 begann die Klosterkultur langsam zu verfallen. Die hessischen Landgrafen versuchten durch Reformen, die Klöster als Geldgeber zu gebrauchen, um ihre militärischen Aufgebote finanzieren zu können. In der Homberger Synode im Jahre 1526 beschlossen die Landstände der Landgrafenschaft Hessen, dass das Land dem protestantischen Glauben angehören solle. Aus diesem Grund lösten sie die Kloster und Kirchen auf und konfiszierten das Inventar. 1529 unterzeichnet Wiesenfeld die Abfindung. Das Inventar, das in Wiesenfeld vorgefunden wurde, war recht spärlich und beschränkte sich auf das Messgeschirr. Der Klostervorsteher Kaspar Leber von Harzfeld wurde nun zum Vogt und die Kommende diente erst einmal als Kellerei für die Landgrafen. Als Abfindung erhielt Leber eine Lebensrente von 25 Gulden pro Jahr. 1539 trat Kaspar Leber von all seinen Ämtern zurück.
Im Verlauf des Schmalkaldischen Krieges wurde Landgraf Philipp von Hessen gefangen genommen. Deshalb versuchte der Johanniterorden aus Deutschland unter anderem, die Kommende Wiesenfeld zurückzuerlangen. Der Ordensmeister Georg Schilling von Cannstatt behauptete, dass der Landgraf die Kommende Wiesenfeld eigenmächtig eingezogen habe und dies nicht rechtens sei. 1551 sollte der neue Besitzer „Philipp von Dernbach“ (siehe Burg Neu-Dernbach), hessischer Stiftsvogt, vor dem Reichskammergericht aussagen, er sah sich dazu aber nicht imstande. Der Prozess blieb bis 1563 liegen. Im Dreißigjährigen Krieg klagte der Orden erneut und das Reichskammergericht nahm den Prozess aufgrund des Restitutionsedikts von 1629 neu auf. Landgraf Georg II. legte Widerspruch ein, weil das Kloster vor dem Augsburger Religionsfrieden von 1555 aufgelöst worden war und die Abfindung angenommen hatte.

### Verpachtung
Im gleichen Jahr bekamen die Brüder Burkhard, Franz und Heinrich von Cramm die ehemaligen Kommendegüter als Pfand. Aus dem Ordenshaus machten sie einen landwirtschaftlichen Betrieb und dem Kirchengebäude entsagten sie seine eigentlichen Funktion. Die Brüder wirtschafteten die ehemalige Johanniterkommende bis auf die Grundmauern nieder. 1546 übernahm Philipp von Dernbach die Güter der Kommende durch Kauf. 1706 kaufte es der damalige Landgraf wieder zurück und die Kommende diente wieder als Kellerei. 1710 verpachtete die Landgrafenschaft die einstige Kommende an Caspar Wiedemann, der über sie als ein stark heruntergewirtschaftetes Gut in Wiesenfeld berichtete.

## Besiedelung durch die Hugenotten und Waldenser

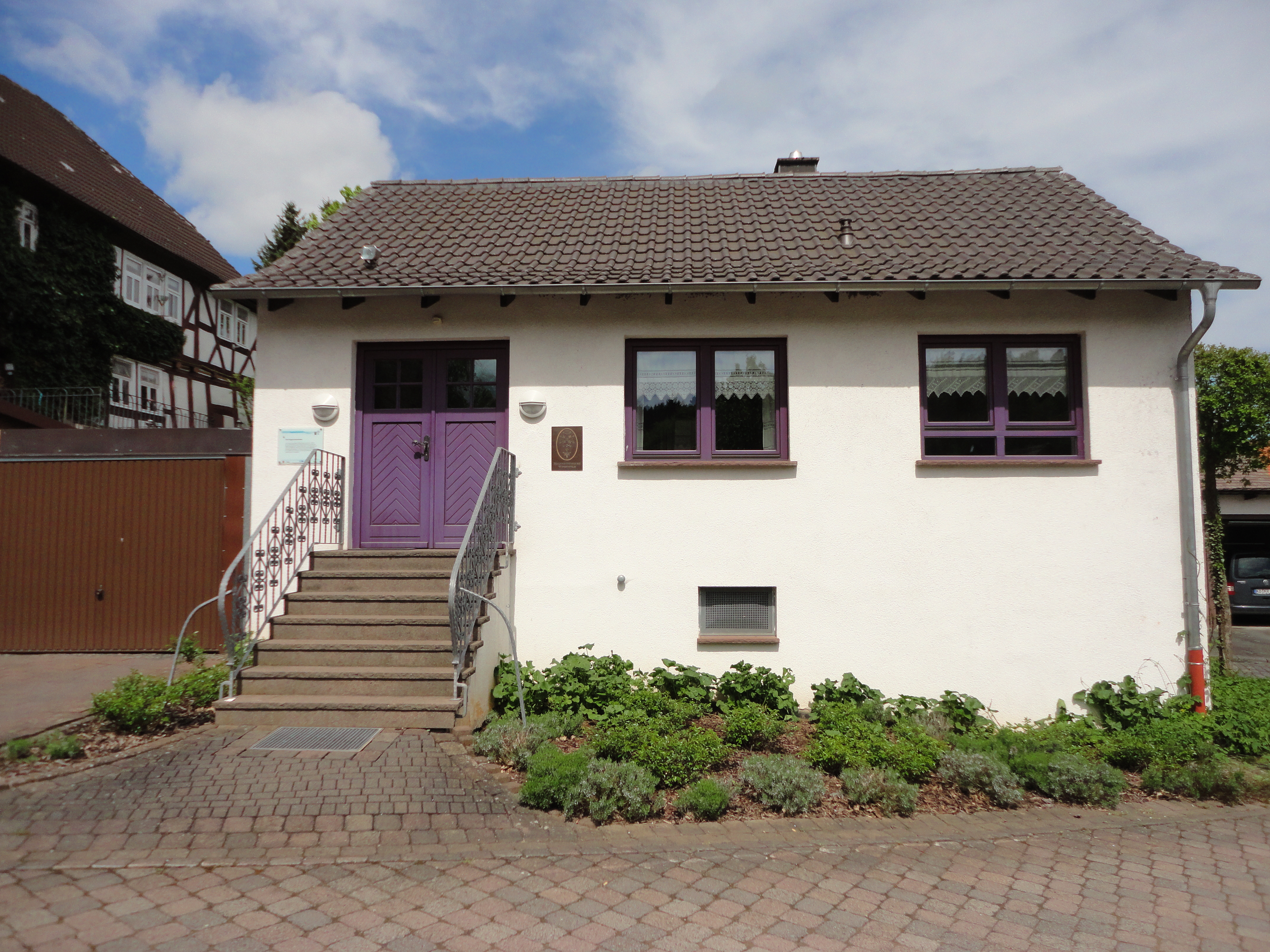
„Hugenottenhütte“ Wiesenfeld (Burgwald)

Vor Wende des 18. Jahrhunderts wanderten wieder Hugenotten- und Waldenserfamilien über die Schweiz ins nördliche Hessen ein. Mit der dritten Einwanderungswelle von 1721 kamen neue Glaubensflüchtlinge nach Hessen-Kassel. Landgraf Carl von Hessen-Kassel gewährte den Glaubensflüchtlingen, sich in Hessen niederzulassen und wies ihnen gewüstete Dörfer zu. Er war enttäuscht, weil es nicht die erhofften finanziell starken Fachkräfte waren, sondern mittellose Familien. Es kamen immer mehr Familien, sodass der Platz in den ihnen zugewiesenen Dörfern sich schnell verringerte.
1710 konnte Solms-Braunfels eine große Anzahl von Familien aufnehmen, da die Behörden die bereits anwesenden Flüchtlingen umsiedelte. Da es zu viele Familien waren, musste per Losentscheid entschieden werden, welche Familien nach Brandenburg weiterziehen durften. Die Familien aus Baubhausen und Greifentahl zogen nicht nach Brandenburg, sondern nach Wiesenfeld. Den Flüchtlingen aus Solms-Braunfels und aus Baden-Durlach war zuerst die Wüstung Thalhausen bei Rosenthal zugedacht, diese erwies sich aber als unbewohnbar. Deshalb wählte der Landgraf Todenhausen und Wiesenfeld als neue Ansiedlungsplätze für die Hugenotten- und Waldenserfamilien aus.
Am 29. September folgte das Ansiedlungsdekret des Landgrafen. Die Anwohner, die dort bereits lebten, waren damit nicht zufrieden. Die Hugenotten lebten sehr bescheiden und bekamen Land, das schlecht zu bewirtschaften war. 1736 kam der Vorschlag aus den Orten Todenhausen und Wiesenfeld auf, dass die Dorfbewohner gemeinsam die Meierei, die zwischen Wiesenfeld und Todenhausen liegt, nutzen können, was vorerst aber nicht getan wurde. 1750 bekamen die Hugenottenfamilien die Meierei dann doch zugesprochen und sie starteten einen erneuten Neuanfang. 1755 gründeten sie das Dorf Wiesenfeld in seiner heutigen Lage. Die Hugenotten erhielten 1763 die Erlaubnis und das Geld, um das Kirchengebäude zu erneuern, da dieses immer noch dem Verfall preisgegeben war. Der heutige Ort Wiesenfeld wurde auf der Meierei und dem ehemaligen Klostergelände gegründet.